# Geilweilerhof
Das Hofgut Geilweilerhof ist ein denkmalgeschütztes Bauwerk und Sitz des Institut für Rebenzüchtung Geilweilerhof.

## Lage
Der Hof gehört zu Siebeldingen bei Landau in der Pfalz.

## Geschichte
Das Hofgut Geilweilerhof war ehemaliger Besitz des Klosters Eußerthal und steht heute unter Denkmalschutz. Der Geilweilerhof wurde 1184 erstmals urkundlich erwähnt. Während des Pfälzischen Bauernkriegs wurde das Klostergut niedergebrannt und kam in kurpfälzischen Besitz. Als nach der Französischen Revolution die Pfalz unter französischer Verwaltung stand, wurde der Geilweilerhof Nationalgut, bis er durch Versteigerung in Privatbesitz gelangte. Nach mehreren Besitzerwechseln erwarb der Ziegelfabrikant August Ludowici 1895 den Geilweilerhof und baute ihn zu einem Musterbetrieb aus, wobei auch der markante Turm entstand. Da seine drei Söhne im Krieg gefallen waren, vermachte er den Geilweilerhof 1925 der Kreisregierung der Pfalz mit der Auflage, dort eine Rebenzucht- und Versuchsstation einzurichten.
Ab diesem Zeitpunkt befand sich auf dem Geilweilerhof eine Außenstelle Rebenzüchtung der Bayerischen Landesanstalt für Wein-, Obst- und Gartenbau, die durch den Landwirtschaftsrat Peter Morio betrieben wurde. Nach dem Zweiten Weltkrieg gründete Bernhard Husfeld das „Forschungsinstitut für Rebenzüchtung“ und überführte die wichtigsten Zuchtstämme aus dem in Müncheberg ansässigen Kaiser-Wilhelm-Institut für Züchtungsforschung nach Siebeldingen, woraus das Institut für Rebenzüchtung Geilweilerhof hervorging.